# Specie di Strobilanthes
Elenco delle specie di Stobilanthes

## A

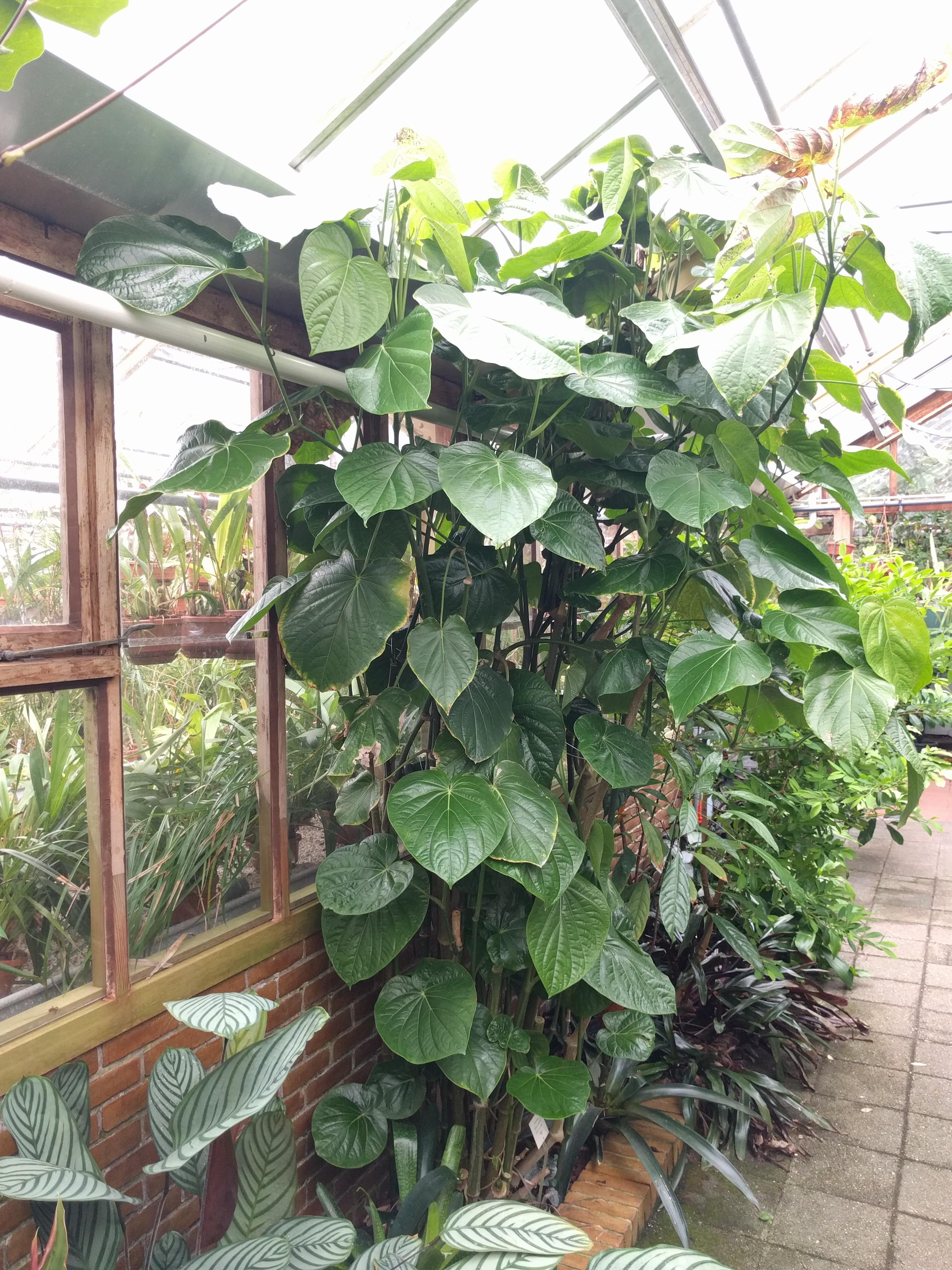
Strobilanthes auriculata

- Strobilanthes abbreviata Y.F.Deng & J.R.I.Wood
- Strobilanthes accrescens J.R.I.Wood
- Strobilanthes adenophora Nees
- Strobilanthes adnata C.B.Clarke
- Strobilanthes adpressa J.R.I.Wood
- Strobilanthes affinis (Griff.) Terao ex J.R.I.Wood & J.R.Bennett
- Strobilanthes afriastiniae J.R.Benn.
- Strobilanthes agasthyamalana Sasidh., Dantas & Robi
- Strobilanthes alata Blume
- Strobilanthes albostriata Ridl.
- Strobilanthes alboviridis J.B.Imlay
- Strobilanthes alternata (Burm.f.) Moylan ex J.R.I.Wood
- Strobilanthes amabilis C.B.Clarke
- Strobilanthes anamallaica J.R.I.Wood
- Strobilanthes anamitica Kuntze
- Strobilanthes anceps Nees
- Strobilanthes andamanensis Bor
- Strobilanthes andersonii Bedd.
- Strobilanthes angustifrons C.B.Clarke
- Strobilanthes anisophylla (Wall. ex Hook.) T.Anderson
- Strobilanthes antonii Elmer
- Strobilanthes apoensis (Elmer) Merr.
- Strobilanthes aprica (Hance) T.Anderson ex Benth.
- Strobilanthes arborea Span.
- Strobilanthes arenicola W.W.Sm.
- Strobilanthes argentea J.B.Imlay
- Strobilanthes arnottiana Nees
- Strobilanthes articulata J.B.Imlay
- Strobilanthes assimulata S.Moore
- Strobilanthes asymmetrica J.R.I.Wood & J.R.Benn.
- Strobilanthes atropurpurea Nees
- Strobilanthes atroviridis Y.F.Deng & J.R.I.Wood
- Strobilanthes attenuata (Wall. ex Nees) Jacq. ex Nees
- Strobilanthes auriculata Nees
- Strobilanthes aurita J.R.I.Wood
- Strobilanthes austrosinensis Y.F.Deng & J.R.I.Wood
- Strobilanthes autapomorpha J.R.Benn.
- Strobilanthes axilliflora C.B.Clarke ex S.Moore

## B
- Strobilanthes backeri (Bremek.) J.R.Benn.
- Strobilanthes bakeri (Merr.) Y.F.Deng
- Strobilanthes bantonensis Lindau
- Strobilanthes baracatanensis (Elmer) Y.F.Deng
- Strobilanthes barbata Nees
- Strobilanthes barbigera J.R.I.Wood, Nuraliev & Scotland
- Strobilanthes barisanensis (Bremek.) J.R.I.Wood
- Strobilanthes benculensis (Bremek.) J.R.I.Wood & Scotland
- Strobilanthes benthamii B.Mani, Sinj.Thomas, Britto, A.K.Pradeep, Y.F.Deng & E.S.S.K
- Strobilanthes bheriensis (Shakya) J.R.I.Wood
- Strobilanthes bibracteata Blume
- Strobilanthes bilabiata J.R.I.Wood
- Strobilanthes biocullata Y.F.Deng & J.R.I.Wood
- Strobilanthes bipartita Terao ex J.R.I.Wood
- Strobilanthes bislei Sinj.Thomas, B.Mani, Britto & Pradeep
- Strobilanthes blumeana (Nees) Y.F.Deng
- Strobilanthes bogoriensis Lindau
- Strobilanthes bolavenensis K.Yamaz., Tagane & Soulad.
- Strobilanthes bolumpattiana Bedd.
- Strobilanthes bombycina J.B.Imlay
- Strobilanthes borii J.R.I.Wood
- Strobilanthes bourdillonii A.K.Pradeep, Sinj.Thomas, B.Mani & Britto
- Strobilanthes bracteata (Nees) J.R.I.Wood
- Strobilanthes brandisii T.Anderson
- Strobilanthes bremekampiana J.R.I.Wood & J.R.Benn.
- Strobilanthes brittoi B.Mani, Sinj.Thomas & A.K.Pradeep
- Strobilanthes brunelloides (Lam.) J.R.I.Wood
- Strobilanthes brunnescens Benoist
- Strobilanthes brunoniana Nees
- Strobilanthes bulusanensis Elmer ex Y.F.Deng
- Strobilanthes bunnemeyeri J.R.I.Wood

## C
- Strobilanthes calcicola J.R.I.Wood & J.R.Benn.
- Strobilanthes callosa Nees
- Strobilanthes calycina Nees
- Strobilanthes campanulata Wight
- Strobilanthes canarica Bedd.
- Strobilanthes candida J.R.I.Wood
- Strobilanthes capillipes C.B.Clarke ex Ridl.
- Strobilanthes capitata (Nees) T.Anderson
- Strobilanthes carinei J.R.I.Wood
- Strobilanthes carmelensis Sinj.Thomas, B.Mani, Britto & Pradeep
- Strobilanthes carnatica Carine, J.M.Alexander & Scotland
- Strobilanthes caudata T.Anderson
- Strobilanthes celebica (Bremek.) J.R.I.Wood
- Strobilanthes cernua Blume
- Strobilanthes chiangdaoensis Terao
- Strobilanthes chihsinlinensis S.S.Ying
- Strobilanthes chinensis (Nees) J.R.I.Wood & Y.F.Deng
- Strobilanthes chrysodelta J.R.I.Wood
- Strobilanthes ciliata Nees
- Strobilanthes cincinnalis C.B.Clarke
- Strobilanthes clarkei J.R.I.Wood
- Strobilanthes coertii Terao ex J.R.Benn.
- Strobilanthes cognata Benoist
- Strobilanthes collina Nees
- Strobilanthes compacta D.Fang & H.S.Lo
- Strobilanthes congesta Terao
- Strobilanthes connata Collett & Hemsl.
- Strobilanthes consanguinea (Nees) T.Anderson
- Strobilanthes consors C.B.Clarke
- Strobilanthes cordifolia (Vahl) J.R.I.Wood
- Strobilanthes corrugata J.B.Imlay
- Strobilanthes crassifolia Miq.
- Strobilanthes crataegifolia T.Anderson
- Strobilanthes crispa (L.) Blume
- Strobilanthes crossandra (Steud.) J.R.I.Wood
- Strobilanthes cruciata (Bremek.) Terao
- Strobilanthes cumingiana (Nees) Y.F.Deng & J.R.I.Wood
- Strobilanthes cuneata (Shakya) J.R.I.Wood
- Strobilanthes cusia (Nees) Kuntze
- Strobilanthes cuspidata (Benth.) T.Anderson
- Strobilanthes cycla C.B.Clarke ex W.W.Sm.
- Strobilanthes cyphantha Diels
- Strobilanthes cystolithigera Lindau

## D
- Strobilanthes dalzielii (W.W.Sm.) Benoist
- Strobilanthes dasysperma Kurz
- Strobilanthes decipiens J.R.I.Wood
- Strobilanthes decumbens (Bremek.) J.R.I.Wood
- Strobilanthes decurrens Nees
- Strobilanthes deflexa T.Anderson
- Strobilanthes dengii J.R.I.Wood & Scotland
- Strobilanthes densa Benoist
- Strobilanthes denticulata (Nees) T.Anderson
- Strobilanthes diandra (Nees) Alston
- Strobilanthes dimorphotricha Hance
- Strobilanthes discolor T.Anderson
- Strobilanthes disparifolia J.R.I.Wood
- Strobilanthes divaricata (Nees) T.Anderson
- Strobilanthes dolichophylla Benoist
- Strobilanthes dryadum Benoist
- Strobilanthes dupenii Bedd. ex C.B.Clarke

## E
- Strobilanthes echinata Nees
- Strobilanthes elmeri Y.F.Deng
- Strobilanthes elongata C.B.Clarke
- Strobilanthes erecta C.B.Clarke
- Strobilanthes esquirolii H.Lév.
- Strobilanthes euantha J.R.I.Wood
- Strobilanthes exserta C.B.Clarke
- Strobilanthes extensa (Nees) Nees

## F
- Strobilanthes falconeri T.Anderson
- Strobilanthes farinosa C.B.Clarke
- Strobilanthes fengiana Y.F.Deng & J.R.I.Wood
- Strobilanthes ferruginea D.Fang & H.S.Lo
- Strobilanthes filiformis Blume
- Strobilanthes fimbriata Nees
- Strobilanthes flava Kurz
- Strobilanthes flexicaulis Hayata
- Strobilanthes fluviatilis (C.B.Clarke ex W.W.Sm.) Moylan & Y.F.Deng
- Strobilanthes foliosa (Wight) T.Anderson
- Strobilanthes formosana S.Moore
- Strobilanthes forrestii Diels
- Strobilanthes fragrans J.R.I.Wood
- Strobilanthes frondosa J.R.I.Wood
- Strobilanthes fruticulosa (C.B.Clarke) Y.F.Deng
- Strobilanthes fusca J.R.I.Wood

## G
- Strobilanthes galeopsis Stapf
- Strobilanthes gamblei Carine, J.M.Alexander & Scotland
- Strobilanthes gardneriana (Nees) T.Anderson
- Strobilanthes gigantodes Lindau
- Strobilanthes glabrata Nees
- Strobilanthes glandibracteata D.Fang & H.S.Lo
- Strobilanthes glandulata Nilanthi
- Strobilanthes glandulosa Blume
- Strobilanthes glaucescens Nees
- Strobilanthes glomerata (Nees) T.Anderson
- Strobilanthes glutinosa Nees
- Strobilanthes gracilis Bedd.
- Strobilanthes graminea J.B.Imlay
- Strobilanthes gregalis Collett & Hemsl.
- Strobilanthes guangxiensis S.Z.Huang

## H
- Strobilanthes habracanthoides J.R.I.Wood
- Strobilanthes halconensis Merr.
- Strobilanthes hallbergii Blatt.
- Strobilanthes hamiltoniana (Steud.) Bosser & Heine
- Strobilanthes helferi T.Anderson
- Strobilanthes helicoides T.Anderson
- Strobilanthes helicta T.Anderson
- Strobilanthes heliophila J.R.I.Wood
- Strobilanthes henryi Hemsl.
- Strobilanthes heterochroa Hand.-Mazz.
- Strobilanthes heteroclita D.Fang & H.S.Lo
- Strobilanthes heteromalla T.Anderson ex C.B.Clarke
- Strobilanthes heyneana Nees
- Strobilanthes hians J.R.I.Wood & K.Armstr.
- Strobilanthes himalayana J.R.I.Wood
- Strobilanthes hirsuta Decne.
- Strobilanthes hirta (Vahl) Blume
- Strobilanthes hirticalyx Ridl.
- Strobilanthes hirtisepala C.B.Clarke
- Strobilanthes homotropa Nees
- Strobilanthes hongii Y.F.Deng & F.L.Chen
- Strobilanthes hookeri Nees
- Strobilanthes hossei C.B.Clarke
- Strobilanthes humilis (Nees) Gamble
- Strobilanthes hupehensis W.W.Sm.
- Strobilanthes hypericoides J.R.I.Wood
- Strobilanthes hypomalla Benoist

## I
- Strobilanthes imbricata Nees
- Strobilanthes incisa J.B.Imlay
- Strobilanthes inflata T.Anderson
- Strobilanthes integrifolia (Dalzell) Kuntze
- Strobilanthes involucrata Blume
- Strobilanthes ixiocephala Benth.

## J
- Strobilanthes japonica (Thunb.) Miq.
- Strobilanthes javanica (Bremek.) J.R.I.Wood & Scotland
- Strobilanthes jennyae J.R.I.Wood
- Strobilanthes jeyporensis Bedd.
- Strobilanthes jogensis Gilli
- Strobilanthes jomyi P.Biju, Josekutty, Rekha & J.R.I.Wood

## K
- Strobilanthes kachinensis J.R.I.Wood & J.R.Benn.
- Strobilanthes kannanii Josekutty, P.Biju, J.R.I.Wood & Augustine
- Strobilanthes karensium Kurz
- Strobilanthes khasyana (Nees) T.Anderson
- Strobilanthes khoshooana (S.R.Paul) Karthik. & Moorthy
- Strobilanthes kingdonii J.R.I.Wood
- Strobilanthes kjellbergii J.R.I.Wood
- Strobilanthes klossii (S.Moore) Y.F.Deng
- Strobilanthes koordersii C.B.Clarke ex Koord.
- Strobilanthes korthalsii (Bremek.) J.R.I.Wood
- Strobilanthes kunthiana (Nees) T.Anderson ex Benth.

## L
- Strobilanthes labordei H.Lév.
- Strobilanthes lachenensis C.B.Clarke
- Strobilanthes laevigata C.B.Clarke
- Strobilanthes lakshminarasimhanii Sameer Patil
- Strobilanthes lamiifolia (Nees) T.Anderson
- Strobilanthes lamioides T.Anderson
- Strobilanthes lamium C.B.Clarke ex W.W.Sm.
- Strobilanthes lanata Nees
- Strobilanthes lanceifolia T.Anderson
- Strobilanthes lanyuensis Seok, C.F.Hsieh & J.Murata
- Strobilanthes latebrosa Ridl.
- Strobilanthes latibracteata J.B.Imlay
- Strobilanthes lawsonii Gamble
- Strobilanthes laxa T.Anderson
- Strobilanthes leucopogon Ridl.
- Strobilanthes lihengiae Y.F.Deng & J.R.I.Wood
- Strobilanthes linearifolia (Bremek.) Y.F.Deng
- Strobilanthes longespicata Hayata
- Strobilanthes longgangensis D.Fang & H.S.Lo
- Strobilanthes longiflora Benoist
- Strobilanthes longipedunculata Terao ex J.R.I.Wood
- Strobilanthes longipetiolata (Merr.) Y.F.Deng
- Strobilanthes longispica (H.P.Tsui) J.R.I.Wood & Y.F.Deng
- Strobilanthes longistaminea J.R.I.Wood
- Strobilanthes longzhouensis H.S.Lo & D.Fang
- Strobilanthes lupulina Nees
- Strobilanthes lurida Wight

## M
- Strobilanthes maclurei Merr.
- Strobilanthes maculata (Wall.) Nees
- Strobilanthes maingayi C.B.Clarke
- Strobilanthes malabarica Josekutty, P.Biju & Augustine
- Strobilanthes mastersii T.Anderson
- Strobilanthes matthewiana Scotland
- Strobilanthes maxwellii J.R.I.Wood
- Strobilanthes mcgregorii Y.F.Deng
- Strobilanthes mearnsii Merr.
- Strobilanthes medahinnensis Nilanthi
- Strobilanthes medogensis (H.W.Li) J.R.I.Wood & Y.F.Deng
- Strobilanthes meeboldii Craib
- Strobilanthes membranacea Talbot
- Strobilanthes merrillii C.B.Clarke
- Strobilanthes micrantha Wight
- Strobilanthes microcarpa T.Anderson
- Strobilanthes microstachya Benth.
- Strobilanthes mogokensis Lace
- Strobilanthes monadelpha Nees
- Strobilanthes moschifera Blume
- Strobilanthes moylaniae J.R.I.Wood & Scotland
- Strobilanthes mucronatoproducta Lindau
- Strobilanthes mullayanagiriensis Sinj.Thomas, B.Mani, Britto & Pradeep
- Strobilanthes multangula Benoist
- Strobilanthes multidens C.B.Clarke
- Strobilanthes multiflora Ridl.
- Strobilanthes muratae J.R.I.Wood
- Strobilanthes murutorum J.R.I.Wood
- Strobilanthes myura Benoist

## N
- Strobilanthes namkadingensis Soulad. & Tagane
- Strobilanthes naumannii Engl.
- Strobilanthes neilgherrensis Bedd.
- Strobilanthes neoaspera Venu & P.Daniel
- Strobilanthes nigrescens T.Anderson
- Strobilanthes ningmingensis D.Fang & H.S.Lo
- Strobilanthes nobilis C.B.Clarke
- Strobilanthes nockii Trimen
- Strobilanthes novomegapolitana Lindau
- Strobilanthes nutans (Nees) T.Anderson

## O
- Strobilanthes obesa Benoist
- Strobilanthes obtusibracteata Terao
- Strobilanthes oligantha Miq.
- Strobilanthes oligocephala T.Anderson ex C.B.Clarke
- Strobilanthes oresbia W.W.Sm.
- Strobilanthes orientalis J.R.I.Wood
- Strobilanthes orthostachya (Bremek.) J.R.I.Wood & J.R.Benn.
- Strobilanthes ovata Y.F.Deng & J.R.I.Wood
- Strobilanthes ovatibracteata H.S.Lo & D.Fang
- Strobilanthes ovatifolia (Bremek.) J.R.I.Wood
- Strobilanthes oxycalycina J.R.I.Wood

## P
- Strobilanthes pachys C.B.Clarke ex Merr.
- Strobilanthes palawanensis Elmer
- Strobilanthes panichanga (Nees) T.Anderson
- Strobilanthes paniculata (Nees) Miq.
- Strobilanthes paniculiformis J.R.I.Wood
- Strobilanthes papillosa T.Anderson
- Strobilanthes parabolica Nees
- Strobilanthes parryorum C.E.C.Fisch.
- Strobilanthes parvifolia J.R.I.Wood
- Strobilanthes pateriformis Lindau
- Strobilanthes patulus Benoist
- Strobilanthes pauciflora (Merr.) Y.F.Deng
- Strobilanthes pavala (Roxb.) J.R.I.Wood
- Strobilanthes pedicellata Ridl.
- Strobilanthes pedunculosa Miq.
- Strobilanthes pendula J.R.I.Wood & J.R.Benn.
- Strobilanthes peninsularis Terao
- Strobilanthes pentandra J.R.I.Wood
- Strobilanthes pentastemonoides (Nees) T.Anderson
- Strobilanthes perplexa J.R.I.Wood
- Strobilanthes perrottetiana Nees
- Strobilanthes phengklaii Kladwong & Chantar.
- Strobilanthes phoenicea Ridl.
- Strobilanthes phyllocephala J.R.I.Wood & Scotland
- Strobilanthes phyllostachya Kurz
- Strobilanthes pinetorum W.W.Sm.
- Strobilanthes pinnatifida C.Z.Zheng
- Strobilanthes pluriformis C.B.Clarke
- Strobilanthes poilanei Benoist
- Strobilanthes polybotrya Miq.
- Strobilanthes polyneuros C.B.Clarke ex W.W.Sm.
- Strobilanthes polystachya Benoist
- Strobilanthes polythrix T.Anderson
- Strobilanthes pothigaiensis Gopalan & Chithra
- Strobilanthes pradeepiana B.Mani, Sinj.Thomas & Britto
- Strobilanthes procumbens Y.F.Deng & J.R.I.Wood
- Strobilanthes pseudocollina K.J.He & D.H.Qin
- Strobilanthes pteroclada Benoist
- Strobilanthes pterygorrhachis C.B.Clarke
- Strobilanthes pubescens (Bremek.) J.R.I.Wood
- Strobilanthes pubiflora J.R.I.Wood
- Strobilanthes pulcherrima T.Anderson
- Strobilanthes pulneyensis C.B.Clarke
- Strobilanthes punctata Nees
- Strobilanthes pushpagiriensis Sameer Patil
- Strobilanthes pusilla J.R.I.Wood

## Q
- Strobilanthes quadrifaria (Wall. ex Nees) Y.F.Deng

## R
- Strobilanthes ramulosa J.R.I.Wood
- Strobilanthes rankanensis Hayata
- Strobilanthes ranongensis Terao
- Strobilanthes recurva C.B.Clarke
- Strobilanthes remota T.Anderson
- Strobilanthes renschiae (Bremek.) J.R.I.Wood & J.R.Benn.
- Strobilanthes repanda (Blume) J.R.Benn.
- Strobilanthes reptans (G.Forst.) Moylan ex Y.F.Deng & J.R.I.Wood
- Strobilanthes reticulata Stapf
- Strobilanthes retusa D.Fang
- Strobilanthes rhamnifolia (Nees) T.Anderson
- Strobilanthes rhombifolia C.B.Clarke
- Strobilanthes rhytiphylla (Nees) Y.F.Deng
- Strobilanthes rhytisperma C.B.Clarke
- Strobilanthes ridleyi Merr.
- Strobilanthes rivularis J.R.I.Wood & J.R.Benn.
- Strobilanthes rosea Nees
- Strobilanthes rostrata Y.F.Deng & J.R.I.Wood
- Strobilanthes rubescens T.Anderson
- Strobilanthes rubicunda (Nees) T.Anderson
- Strobilanthes rufescens (Roth) T.Anderson
- Strobilanthes ruficapillis Ridl.
- Strobilanthes ruficaulis Ridl.
- Strobilanthes rufocapitata C.B.Clarke
- Strobilanthes rufopauper C.B.Clarke
- Strobilanthes rufosepalus C.B.Clarke
- Strobilanthes rufostrobilata C.B.Clarke

## S
- Strobilanthes sabineana (Wall. ex Lindl.) Nees
- Strobilanthes saccata J.R.I.Wood
- Strobilanthes sainthomiana Augustine, Josekutty & P.Biju
- Strobilanthes saltiensis S.Moore
- Strobilanthes sanjappae Karthik. & Moorthy
- Strobilanthes sarcorrhiza (C.Ling) C.Z.Zheng ex Y.F.Deng & N.H.Xia
- Strobilanthes sarmentosa Benoist
- Strobilanthes scabra Nees
- Strobilanthes scabrida Ridl.
- Strobilanthes schomburgkii (Craib) J.R.I.Wood
- Strobilanthes scopulicola A.K.Pradeep, Sinj.Thomas, B.Mani & Britto
- Strobilanthes scrobiculata Dalzell ex C.B.Clarke
- Strobilanthes secunda T.Anderson
- Strobilanthes serpens (Nees) J.R.I.Wood & Scotland
- Strobilanthes serrata J.B.Imlay
- Strobilanthes sessilis Nees
- Strobilanthes setosa J.R.I.Wood
- Strobilanthes sexennis Nees
- Strobilanthes shanensis (Bremek.) J.R.I.Wood
- Strobilanthes siangensis J.R.I.Wood, Gammi & D.Borah
- Strobilanthes simonsii T.Anderson
- Strobilanthes simplex J.R.I.Wood
- Strobilanthes sinica (H.S.Lo) Y.F.Deng
- Strobilanthes sinuata J.R.I.Wood
- Strobilanthes spathulata R.Parker
- Strobilanthes spathulatibracteata D.V.Hai, Z.L.Lin & Y.F.Deng
- Strobilanthes speciosa Blume
- Strobilanthes spicata T.Anderson
- Strobilanthes spiciformis Y.F.Deng & J.R.I.Wood
- Strobilanthes spirei (Benoist) Kladwong & Chantar.
- Strobilanthes squalens S.Moore
- Strobilanthes sripadensis Nilanthi, Gopallawa & Jayawardana
- Strobilanthes steenisiana J.R.Benn.
- Strobilanthes stenodon C.B.Clarke
- Strobilanthes stenura (Bremek.) J.R.Benn.
- Strobilanthes stolonifera Benoist
- Strobilanthes straminea W.W.Sm.
- Strobilanthes strigosa D.Fang & H.S.Lo
- Strobilanthes subnudata C.B.Clarke
- Strobilanthes sulawesiana J.R.I.Wood
- Strobilanthes sulfurea Benoist
- Strobilanthes sumatrana Miq.
- Strobilanthes sunhangii T.Deng, J.T.Chen & Y.F.Deng
- Strobilanthes sylvestris Ridl.
- Strobilanthes szechuanica (Batalin) J.R.I.Wood & Y.F.Deng

## T
- Strobilanthes taiwanensis S.S.Ying
- Strobilanthes tamburensis C.B.Clarke
- Strobilanthes tanakae J.R.I.Wood
- Strobilanthes taoana Y.F.Deng & J.R.I.Wood
- Strobilanthes tenax Dunn
- Strobilanthes tenuiflora J.R.I.Wood
- Strobilanthes teraoi J.R.I.Wood & J.R.Benn.
- Strobilanthes tetrasperma (Champ.) Druce
- Strobilanthes thomsonii T.Anderson
- Strobilanthes thwaitesii T.Anderson
- Strobilanthes tibetica J.R.I.Wood
- Strobilanthes timorensis Nees
- Strobilanthes tomentosa (Nees) J.R.I.Wood
- Strobilanthes tonkinensis Lindau
- Strobilanthes torrentium Benoist
- Strobilanthes trichantha J.R.I.Wood
- Strobilanthes tricostata Sinj.Thomas, B.Mani, Britto & Pradeep
- Strobilanthes tristis (Wight) T.Anderson
- Strobilanthes truncata D.Fang & H.S.Lo
- Strobilanthes tubiflos (C.B.Clarke) J.R.I.Wood
- Strobilanthes twangensis J.R.I.Wood & D.Borah

## U
- Strobilanthes urceolaris Gamble
- Strobilanthes urens (B.Heyne ex Roth) J.R.I.Wood
- Strobilanthes urophylla (Nees) Nees

## V
- Strobilanthes vallicola Y.F.Deng & J.R.I.Wood
- Strobilanthes venosa (C.B.Clarke) J.R.I.Wood
- Strobilanthes verruculosa Nees
- Strobilanthes versicolor Diels
- Strobilanthes vestita Nees
- Strobilanthes violacea Bedd.
- Strobilanthes violascens Ridl.
- Strobilanthes violifolia T.Anderson
- Strobilanthes virendrakumariana Venu & P.Daniel
- Strobilanthes viridis (Merr.) Y.F.Deng
- Strobilanthes viscosa (Arn. ex Nees) T.Anderson

## W
- Strobilanthes wakasana Wakas. & Naruh.
- Strobilanthes walkeri Arn. ex Nees
- Strobilanthes wallichii Nees
- Strobilanthes wangiana Y.F.Deng & J.R.I.Wood
- Strobilanthes warburgii Terao ex J.R.Benn.
- Strobilanthes wardiana J.R.I.Wood
- Strobilanthes wetarensis (Bremek.) J.R.I.Wood & Scotland
- Strobilanthes wightiana Nees
- Strobilanthes wightii (Bremek.) J.R.I.Wood
- Strobilanthes willisii Carine
- Strobilanthes wilsonii J.R.I.Wood & Y.F.Deng
- Strobilanthes winckelii (Bremek.) J.R.Benn.

## X
- Strobilanthes xanthosticta C.B.Clarke

## Y
- Strobilanthes yunnanensis Diels

## Z
- Strobilanthes zenkeriana (Nees) T.Anderson
- Strobilanthes zeylanica T.Anderson
- Strobilanthes zwickeyae (Moylan) Y.F.Deng